# Praline (Astérix)
Pour les articles homonymes, voir Praline.
Praline est un personnage de la série de bande dessinée Astérix. Elle apparaît dans l'album Comment Obélix est tombé dans la marmite du druide quand il était petit (sans être nommée) puis dans l'album Astérix et la Rentrée gauloise (histoire En 35 avant JC), et enfin dans l'album Astérix et Latraviata.
C'est la mère d'Astérix.

## Carte d'identité

### Rôle du personnage

#### Comment Obélix est tombé dans la marmite du druide quand il était petit
Dans cet album, Praline joue quasiment un rôle de figurante. En racontant son enfance, Astérix parle de ses parents dès la première page. Il décrit sa mère et précise qu'elle cuisinait souvent le sanglier rôti. Cette description est accompagnée d'une illustration où l'on voit Praline arroser des plantes. On ne l'aperçoit ensuite qu'à la fin de l'histoire, où elle regarde Panoramix qui porte Obélix alors que ce dernier vient de tomber dans la marmite de potion magique.

#### Astérix et la rentrée gauloise
Dans l'histoire En 35 avant JC (publiée dans l'édition de 2003), Praline accouche d'Astérix, le même jour que Gélatine (la mère d'Obélix). Nous ne la voyons qu'à la dernière image, lors du banquet, où elle tient dans ses mains le landau de son fils.

#### Astérix et Latraviata
Pour l'anniversaire d'Astérix et Obélix, leurs mères respectives sont venues passer quelques jours au village gaulois.
Lors d'un banquet festif donné pour cette occasion, Praline offre un glaive à Astérix. Un peu plus tard, elle balaye le sol de la maison de son fils, car elle trouve que le ménage n'a pas été fait depuis une éternité. Puis, elle lui demande quand est-ce qu'il se décidera à choisir une compagne. Elle trouve qu'il a une mauvaise mine et qu'il guerroie trop.
Entreprenant le projet de mariage pour leurs fils respectifs, Praline et Gélatine les pomponnent avant de recevoir des jeunes filles accompagnées de leurs mères. Énervés, Astérix et Obélix s'en vont et se retrouvent à l'extérieur.
Les mamans organisent alors un bal au cours duquel Astérix et Obélix devront inviter les jeunes filles à danser. Praline est énervée car son fils n'a invité personne à danser, tandis qu'Obélix a fait danser une fille à une allure effrénée.
C'est alors que Latraviata, déguisée en Falbala, arrive au village pour récupérer les armes offertes à Astérix et Obélix, car elles appartiennent en fait à Pompée. Elle obtient très facilement le casque d'Obélix, au grand dam de Gélatine. Cette dernière demande alors à Praline ce qu'elle pense de cette Falbala. 
À la suite d'une bagarre avec Obélix, Astérix va se faire embrasser par Latraviata. Il tombe alors dans un état second qui l'empêche de parler ; Latraviata en profite pour l'accompagner à sa hutte en vue de récupérer le glaive, mais Praline attend déjà son fils. Elle demande à son fils s'il a bu, avant de lui jeter un seau d'eau pour le rafraîchir. Elle va alors voir Gélatine et conviennent toutes les deux qu'il faut parler à Panoramix du comportement que Latraviata fait naître chez leurs fils.
Panoramix accompagne Praline chez Astérix et donne à ce dernier de la potion magique pour le rétablir. Astérix se retrouve soudain dans un état de forte excitation et saute dans tous les sens. Praline gronde Panoramix, en vain.
On ne retrouvera Praline qu'à la fin de l'histoire, au banquet final.

### Portrait physique
Praline ne change pas beaucoup entre les trois albums : elle a juste vieilli de quelques années. Dans Comment Obélix est tombé dans la marmite du druide quand il était petit, Astérix la décrit comme petite, très jolie et fort menue. Son père la surnomme d'ailleurs son petit mégot.

### Portrait moral et caractère
Praline a tout d'une mère attentive. Elle se soucie du devenir de son fils et se préoccupe de lui trouver une épouse, comme le fait Gélatine pour Obélix. Elle est parfois autoritaire, notamment envers Latraviata et Panoramix.

### Nom
- Origine de son nom : praline.

## Praline dans le monde
Elle est également connue à l'étranger comme :
- Sarsparilla dans la version anglophone  Royaume-Uni Royaume-Uni
- Pralina en  Italie Italie

## Sources
- Le Livre d'Astérix le gaulois, Albert-René, 1999.
- Dictionnaire Goscinny, JC Lattès, 2003.